# Richard Burbage
Richard Burbage (Londres, 6 de janeiro de 1567 – Londres, 13 de março de 1619) foi um ator proprietário de um teatro na época isabelina. Era filho de James Burbage e o irmão menor de Cuthbert Burbage. Um dos atores da companhia Lord Chamberlain's Men, que logo depois mudou seu nome para The King's Men, foi companheiro de William Shakespeare e deve ter sido o primeiro ator a interpretar seus personagens mais memoráveis como Hamlet e Romeu de Romeu e Julieta.